# Dinophilus gardineri
Dinophilus gardineri är en ringmaskart som beskrevs av Moore 1900. Dinophilus gardineri ingår i släktet Dinophilus och familjen Dinophilidae. Inga underarter finns listade i Catalogue of Life.